# Cajueiro
Cajueiro es un municipio brasileño del estado de Alagoas.
El poblado comenzó a formarse alrededor de una gran anacardo, a comienzos del siglo XIX. Situado sobre los márgenes del Río Paraíba, el cual era un punto de descanso de las personas provenientes del agreste y del sertón, en dirección al litoral. En 1904, el entonces gobernador de Alagoas, Euclides Malta, creó el municipio de Cajueiro, al resguardo de la Ley n.º 427. 